# Heinrich Ehrhardt
Pour les articles homonymes, voir Ehrhardt et Ehrhardt (nom de famille).
Heinrich Ehrhardt (né le 17 novembre 1840 à Zella St. Blasii et mort le 20 novembre 1928 à Zella-Mehlis ) est un inventeur, entrepreneur allemand . 

## Biographie
Ehrhardt, orphelin à l’âge de trois ans, vient d'une famille d’armuriers établie à Zella St. Blasii. Le garçon passe son enfance dans l'atelier d’un oncle, où il pratique toutes les techniques artisanales et le travail des métaux, mais dans la pauvreté. Un autre oncle, Johann Heinrich Ehrhardt (de), s’établira plus tard à Dresde en tant que fabricant et inventeur de locomotives et connaîtra la réussite. 
Après la fin prématurée de son apprentissage, il trouve un emploi dans un atelier de réparation du chemin de fer prussien à Erfurt et s’inscrit une formation en dessin technique et génie mécanique auprès d'un tuteur privé. En 1860, il travaille pendant plusieurs années dans l’usine de carabines Dreyse de Sömmerda, où il manque de mourir dans un accident de travail. Le savoir-faire de précision d'Ehrhardt est confirmé par une commande d'équipement pour la Polytechnique de Dresde. Vers 1864, il se perfectionne dans l'usine de machines Richard Hartmann de Chemnitz, la plus grande entreprise saxonne. 
Erhardt épouse Augustine Winckler à Freiberg en 1868, la fille d'un propriétaire de moulin d'Alsace. Le couple est marié pendant cinquante ans et a huit enfants. 
En 1878, Erhardt achète le terrain et le bâtiment de l'Obermühle, construit en 1539 dans son village natal, et convertit le bâtiment principal en sa maison. Il y décède le 20 novembre 1928. Après sa mort, le bâtiment est resté la propriété de sa famille. 
Heinrich Ehrhardt passe également une commande pour construire une villa à Oberzella, aujourd'hui Blechhammer 3 à Zella-Mehlis. Cette maison est devenue la résidence de son fils Gustav et de sa famille. Son descendant est à la tête de la Zeller Heinrich-Ehrhardt-AG. Abt. Automobile. Après la Première Guerre mondiale et la faillite d'Ehrhardt-Werke en 1925, la famille vend la villa.

## Brevets et fondations

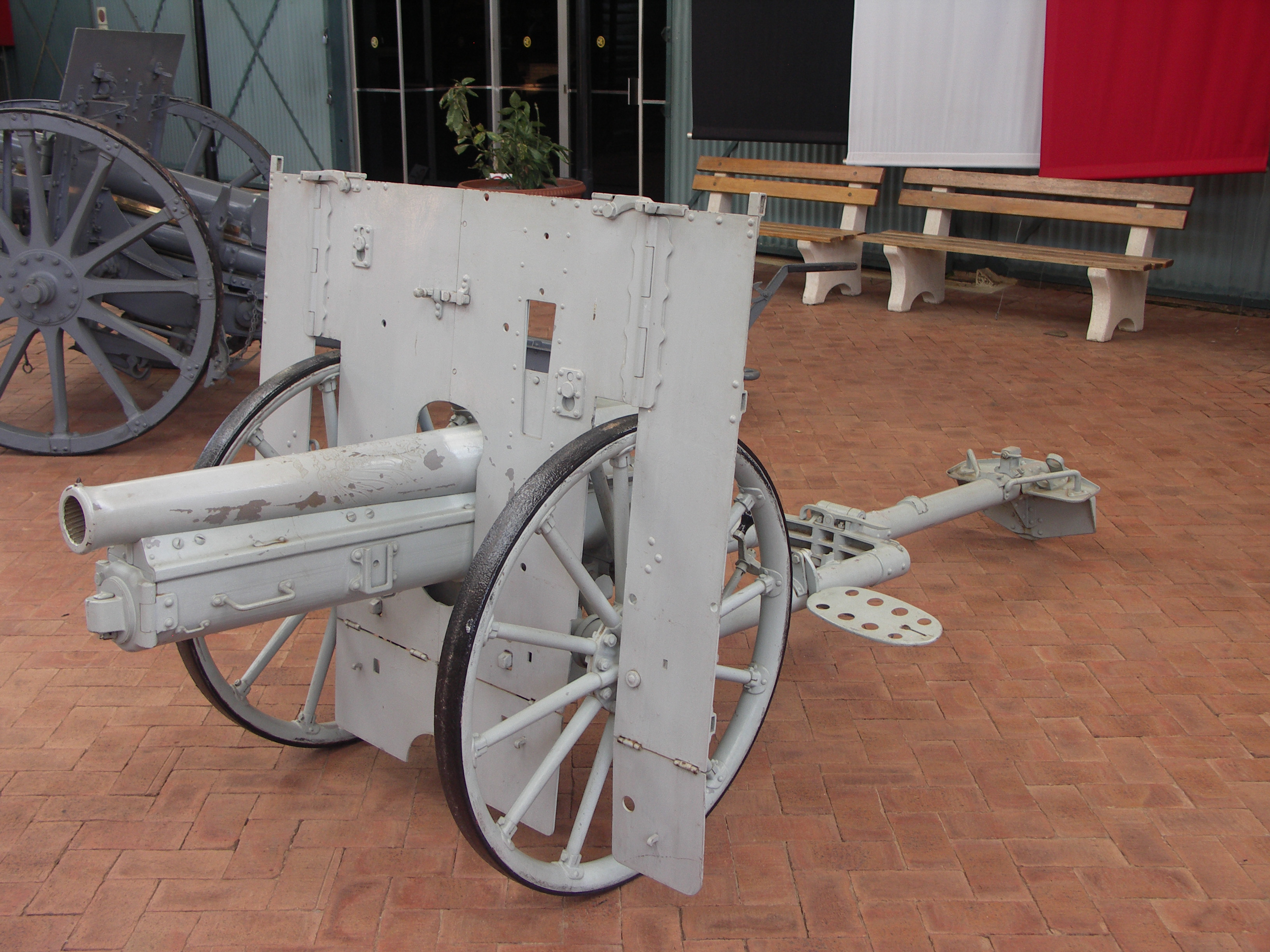
Canon de montagne 7,5 cm L / 17 M.08

Il enregistre 128 brevets dans l'empire allemand. Les procédés brevetés en 1891, qui sont devenus connus sous le nom de «procédé de pressage et d'étirage d'Ehrhardt» pour la production de tuyaux sans soudure, sont toujours utilisés dans l'industrie aujourd'hui. Le développement du pistolet de retour de tuyau l'a également rendu célèbre. Le modèle de canon de montagne de 7,5 cm Ehrhardt 04, dans le développement et la production duquel il est impliqué de manière significative, est nommé d'après lui. 
Entre autres choses, il fonde une usine de métal et d'armes à Zella St. Blasii en 1878, l'usine de véhicules d'Eisenach en 1896 et également à Zella-St. Blasii Ehrhardt-Automobil AG. Lorsque Rheinische Metallwaren- und Maschinenfabrik AG est fondée à Düsseldorf en 1889 pour l'application à grande échelle de la méthode brevetée de la presse à trous d'Ehrhardt pour la production de munitions, il reprend la direction de cette entreprise en plus de ses propres activités entrepreneuriales. 

## Construction automobile
Ehrhardt détient initialement 31,2% du capital-actions de l'Aktiengesellschaft Fahrzeugfabrik Eisenach (FFE), qui fabrique d'abord des pistolets et des vélos de la marque «Wartburg». Déjà à la fin de 1898, la première automobile estproduite sous le nom de "Wartburg-Motorwagen", basée sur le modèle français à deux cylindres Decauville, pour lequel Heinrich Ehrhardt avait acquis la licence. Cela a fait l'usine de véhicules d'Eisenach après la Daimler-Motoren-Gesellschaft et Benz & Cie. la troisième entreprise en Allemagne avec une production automobile. Le fils d'Ehrhardt, Gustav, dirige l'usine d'Eisenach, qui Century, avec 1 300 employés, est l'une des grandes entreprises de Thuringe. 
Afin de convaincre le public et les actionnaires de la qualité de l'automobile «Wartburg», Heinrich Ehrhardt l'a conduit ainsi qu'un compagnon sur la route escarpée menant à la Wartburg. 
À partir de 1903, les Ehrhardt se retirent de l'entreprise après des pertes et des désaccords avec les principaux actionnaires, conservant la licence Decauville, et fondent Ehrhardt Automobil AG. Cette entreprise produit des voitures de luxe, comme la limousine "Imperial Class". Une brochure de 1911 indique une puissance de 50 ch à partir d'un déplacement de 8 litres. Le prix est de 26 000 marks. Szawe reprend l'entreprise en 1922. 

## Construction de véhicules utilitaires

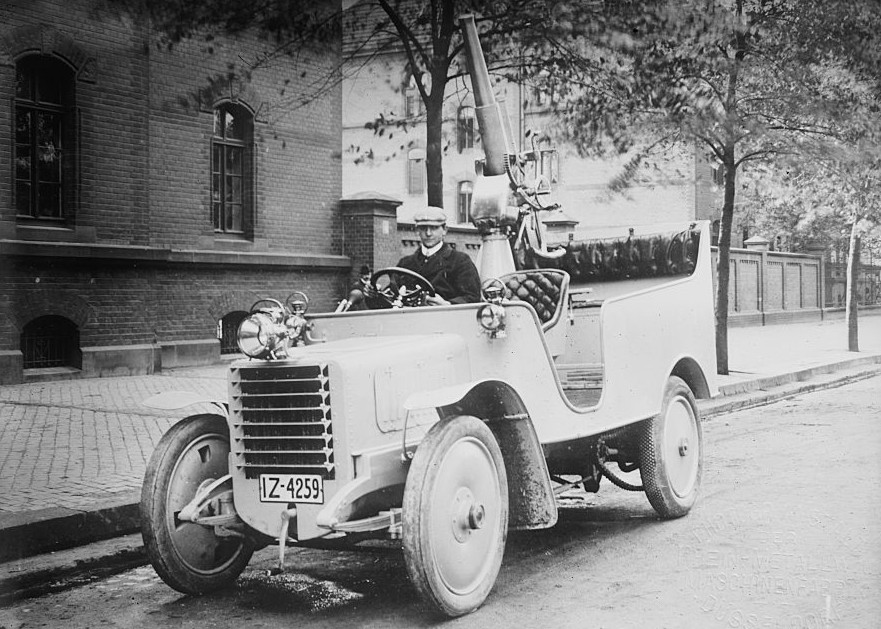
Camion 1906 avec canon de défense à ballonnet de 5 cm L / 30 Rheinmetall

Heinrich Ehrhardt créé une usine pour son fils Gustav sous le nom d'Ehrhardt Automobil AG pour la construction de véhicules utilitaires. Il fusionne cette nouvelle usine automobile, qui est située dans l'usine de machines qui existe depuis 1878, avec l'entreprise qu'il possède depuis 1873 sur la Reichsstrasse à Düsseldorf. Depuis 1903, des camions sont également produits pour l'administration impériale et classés «aptes à la guerre». À partir de 1906, seuls les camions subventionnés par l'Empire allemand ont été construits. Les acheteurs des camions en question devaient les mettre à la disposition de l'armée en cas de guerre. Parfois, l'administration de l'armée demande également ces véhicules pour des manœuvres. Ces camions Ehrhardt sont proposés en onze types avec un poids total autorisé de 2,5 t à 6 t eu. Un véhicule spécial de défense par ballon d'un poids de huit tonnes a été construit au début de la guerre. Vers 1924, deux types de camions avec 35 PS et 80 HP sont construits. En 1925, la construction de véhicule utilitaire est arrêtée. 

## Hommages
- Aujourd'hui encore, l'ancienne maison d'Ehrhardt à Heinrich-Ehrhardt-Str. 18 est utilisé comme espace de vie. Il rappelle aux citoyens de la personnalité importante de Heinrich Ehrhardt[2].
- Le lycée Heinrich Ehrhardt de Zella-Mehlis porte son nom.
- À Eisenach, un emplacement à l'ancien emplacement de l'usine de véhicules porte le nom d'Ehrhardt.

## Ouvrages
- Kreuz- und Querfahrten eines Mechanikers und Arbeiters, eines Waisenkindes. Verlag Hoch, Düsseldorf 1920.
- Hammerschläge. 70 Jahre deutscher Arbeiter und Erfinder. K. F. Koehler Verlag, Leipzig 1922. (als Reprint: Heinrich Jung Verlag, 2006,  (ISBN 3-930588-37-4).)